# Geografia Finlandei

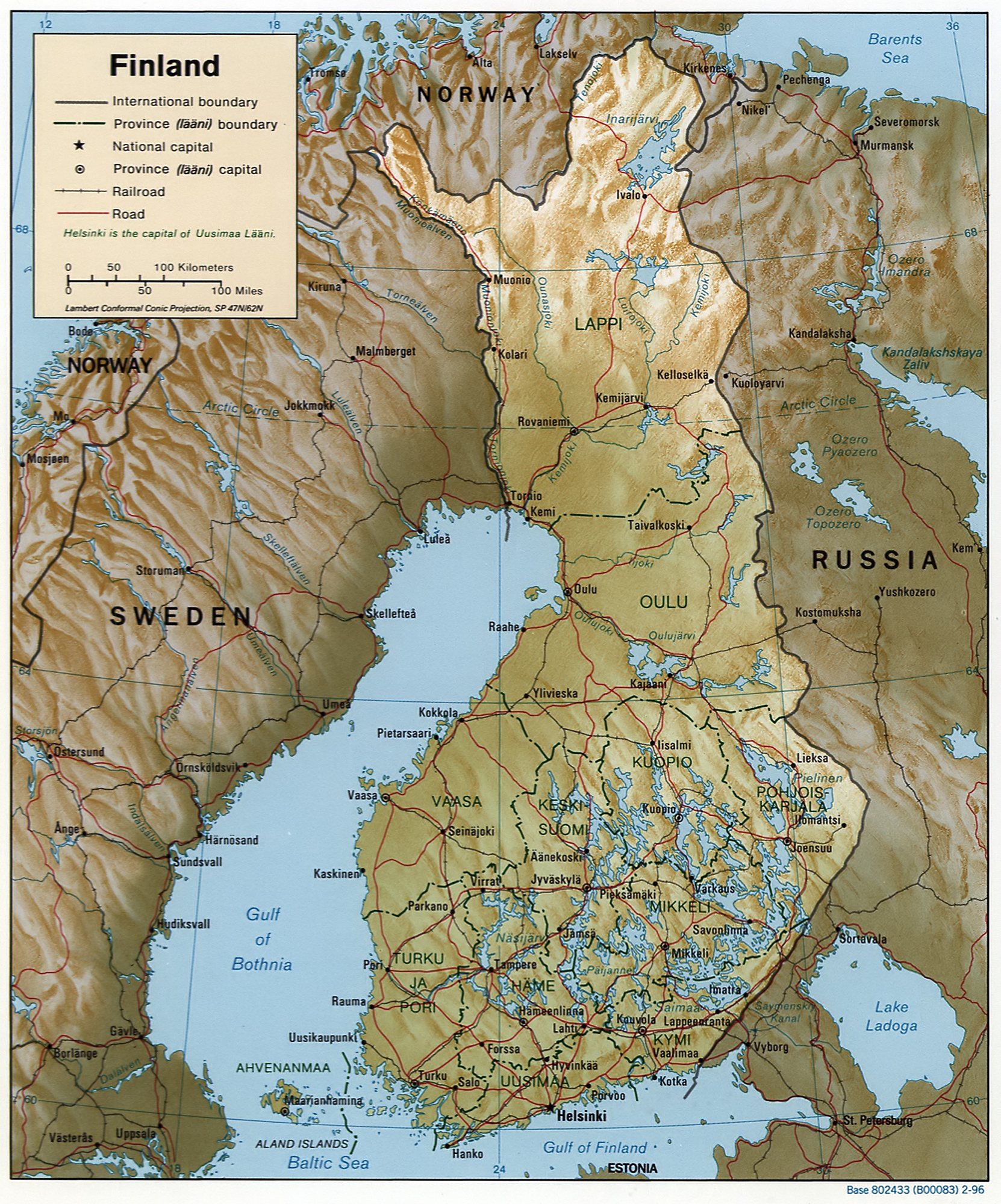
Harta Finlandei

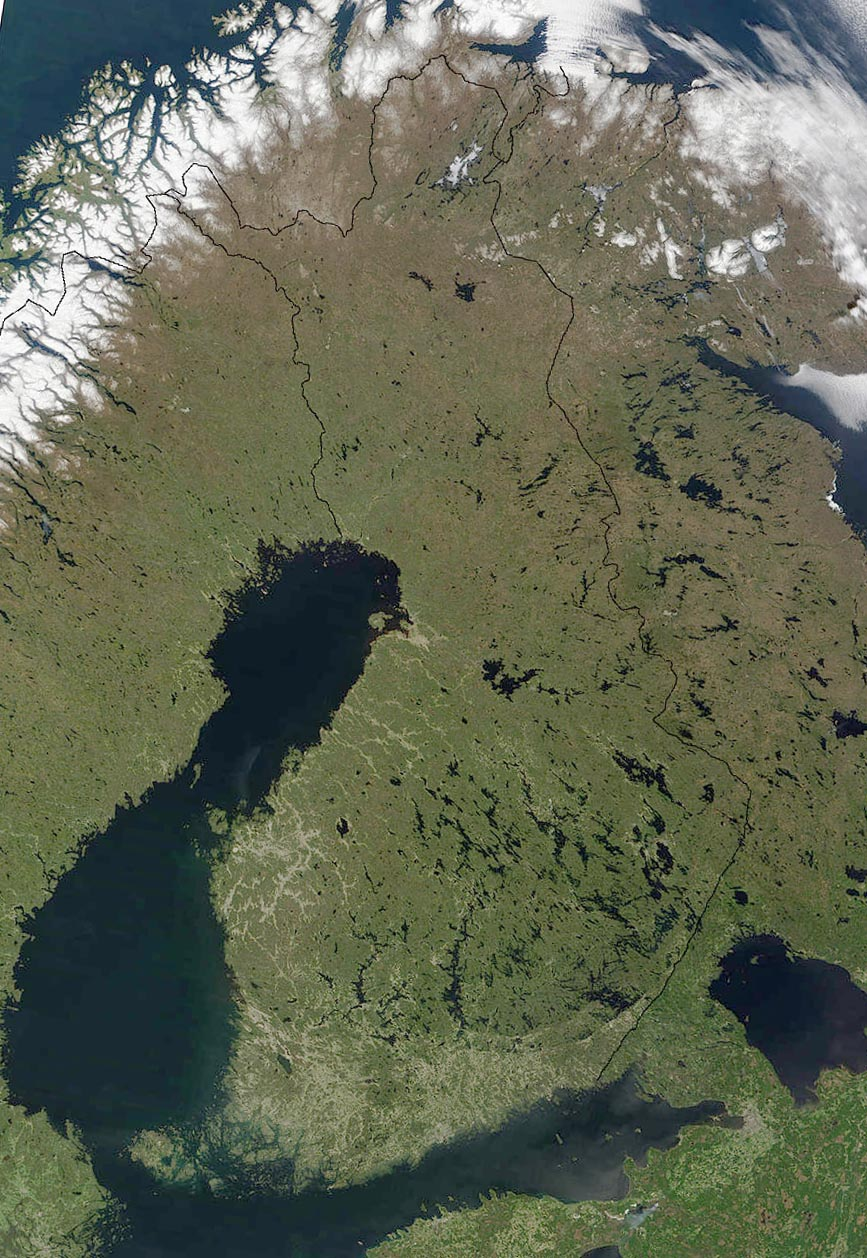
Imagine din satelit

Geografia Finlandei este diferită față de alte țări Nordice. Țara se învecinează cu Suedia, Norvegia și Rusia și se află între Marea Baltică, Golful Botnic și Golful Finlandei. Chiar dacă unele țări au puncte geografice care se extind după extremitatea nordică a Finlandei, această țară își păstrează titlul de cea mai nordică țară din Europa, având majoritatea suprafeței dincolo de latitudinea de 60 grade nord. Aproape o pătrime a țării se află în interiorul Cercului Polar de Nord.

## Date geografice și geologice
Coordonate geografice: 64°0′N 26°0′E / 64.000°N 26.000°E
Finlanda are o suprafață de 304.623 kmp de uscat și 33.552 kmp de apă, în total 333.145 kmp. Granița cu Suedia măsoară 540 km, granița cu Norvegia 720 km, iar granița cu Rusia 1.268 km. Sunt aproximativ 1.107 km de coastă în golful Finlandei (sud), Marea Baltică (sud-vest) și Golful Botnic (vest). Țărmul este foarte articulat, cu numeroase golfuri și lagune. În apele teritoriale se găsesc nenumărate insule. Finlanda este țara celor 1.000 de lacuri și insule: 187.888 de lacuri și 179.584 de insule mai precis. Peisajul finlandez este mai întâi de toate acoperit de puține coline, punctul său cel mai înalt fiind Haltitunturi cu 1.328 m, din nordul extrem al Laponiei. Substratul petrografic prezintă caracteristicile reliefului glaciar modelat de catre ghețari. Subsolul finlandez se află în prezent într-o continuă dezvoltare.
Una din cele mai mari influențe asupra reliefului au avut-o ghețarii continentali cuaternari, care au modelat suprafața țării. Când ghețarii s-au retras, acum mai bine de 10.000 de ani, au lăsat în urmă morene, en:drumlins și en:eskers. Miile de lacuri din partea sudică a țării stau mărturie prezenței de odinioară a ghețarilor. Forța lor a săpat fundurile lacurilor, care s-au umplut cu apă provenită din topire. Retragerea ghețarilor este, pe scara timpului geologic, atât de recentă, încât căile de scurgere ale apelor nu au avut timp să se formeze complet.